# Prenzlau
Prenzlau település Németországban, azon belül Brandenburgban. Lakosainak száma 19 022 fő (2023. december 31.).

## Népesség
A település népessége az elmúlt években az alábbi módon változott:
| Lakosok száma | 18 161 | 21 799 | 24 984 | 18 917 | 21 742 | 23 281 | 25 900 | 20 078 | 18 706 | 19 022 |
|               | 1890   | 1925   | 1939   | 1950   | 1971   | 1981   | 1990   | 2010   | 2021   | 2023   |